# Monitoreo de Comercio Prohibido
Monitoreo de Comercio Prohibido es el proceso de monitorear personas/entidades para una exportación con el propósito de cumplir con los estándares de seguridad del Gobierno de los Estados Unidos. Un efectivo monitoreo de comercio no solo incluye a personas o entidades no autorizadas, sino también productos controlados y países sujetos a embargos y sancionados. El propósito del monitoreo de las empresas o individuos que reciben los productos ya terminados es proporcionar las "mejores prácticas" y la "atención apropiada" cuando una transacción es finalizada con una entidad extranjera.
Con más de 80 listas de comercio prohibido ya publicadas, más artículos y documentos necesitan ser incluidos en el proceso de validación del exportador. Los exportadores, demostrando una "atención apropiada" deben de desempeñar un monitoreo periódicamente así como también durante todo el movimiento de sus productos dentro de la cadena de suministros. Con más reglas específicas aplicadas en los países, éstos tienen sus propias listas de personas o entidades no autorizadas, algunas de las cuales se mencionan a continuación:
- Banco Mundial - Lista de Entidades Inelegible
- Buró de la Industria y Seguridad de los Estados Unidos (BIS)
- La Unidad de Sanciones Financiales de la Unión Europea
- Administración de Drogas y Alimentos de los Estados Unidos (FDA)
- Lista de Sanciones de las Naciones Unidas
- Lista consolidada de Alqaida y Talibán de las Naciones Unidas
- Oficina de Control de Bienes Extranjeros (OFAC)
- Tribunal Penal Internacional para Ruanda

El gobierno de los Estados Unidos restringe a todos los individuos o empresas por la exportación de cualquier servicio o producto a otras empresas o personas que se encuentre dentro de las listas de exportaciones denegadas, bloqueadas, y de entidades excluidas. El incumplimiento de la regulación mencionada con anterioridad is una violación a la ley de los Estados Unidos y puede dar como resultado una acusación civil o penal, así como una denegación de los privilegios de exportación.
Cada Organización es responsable por la actualización y mantenimiento de la informacipon de las personas o empresas a las se le está exportando. El gobierno de Estados Unidos alienta a los exportadores a realizar monitoreos en un horario regular. Empresas, grupos e individuos encontrados en las listas son sancionados por el gobierno de Estados Unidos y tienen prohibido recibir productos exportados o exportarlos desde los Estados Unidos. Cumplir de manera informada y voluntaria con los requisitos y controles de exportación de Estados Unidos por la comunidad exportadora, es una contribución importante para la Seguridad Nacional de Estados Unidos y un componente clave de la administración de Exportación del BIS y la aplicación de programas. Todos los individuos/entidades para poder llevar a cabo cualquier exportación de los Estados Unidos se debe de asegurar que sus exportaciones cumplen totalmente con todos los lineamientos y requerimientos regulatorios.